# Dálnice A1 (Lucembursko)
Dálnice A1, lucembursky Autobunn 1, francouzsky Autoroute 1, zkráceně A1, známá také jako Trevírská dálnice (lucembursky Treierer Autobunn, francouzsky Autoroute de Trèves) je 36 kilometrů dlouhá lucemburská dálnice. Spojuje Lucemburk na jihu s městem Wasserbillig na východě země. Ve Wassebilligu dosahuje dálnice německé hranice. Zde se napojuje na německou dálnici A64 vedoucí do Trevíru.
Původně v roce 1969 došlo ke spojení Lucemburku s mezinárodním letištěm Lucemburk-Findel, nacházejícím se v Senningerbergu. A1 byla prodloužena ve třech etapách od roku 1988 až do roku 1992, kdy dálnice dosáhla hranice s Německem. Mezi lety 1994 a 1996 byly otevřeny dva nové úseky. První úsek obcházel z jihovýchodu Lucemburk a díky druhé části se připojila A1 ke křižovatce Croix de Gasperich, kde se potkává s dálnicemi A3, vedoucí do Dudelange a A6 směřující k Arlonu v Belgii.
Celá dálnice A1 byla zprovozněna postupně v šesti etapách:
- 1969: Kirchberg – Senningerberg
- 6. září 1988: Potaschbierg – Wasserbillig
- 11. července 1990: Munsbach – Potaschbierg
- 26. června 1992: Senningerberg – Munsbach
- 20. května 1994: Croix de Gasperich – Irrgarten
- 23. září: Irrgarten – Kirchberg[1]

## Trasa
| Křižovatky a stavby |                                          |                      |
| Křižovatka          | Croix de Gasperich                       | /                    |
| Tunel               | Howald Tunnel                            |                      |
| Most                | Victor Bodson Bridge                     |                      |
| (J7)                | Hamm / Sandweiler                        |                      |
| Tunel               | Cents Tunnel                             |                      |
| Most                | Neudorf Viaduct                          |                      |
| / (J8)              | Kirchberg / Křižovatka Grunewald         | Dálnice Autoroute A7 |
| (J9)                | Senningerberg / Letiště Lucemburk-Findel |                      |
| (J10)               | Cargo Centre                             |                      |
| (J11)               | Munsbach                                 |                      |
| Most                | Syre Viaduct                             |                      |
| (J12)               | Flaxweiler                               |                      |
| (J13)               | Potaschbierg                             |                      |
| (J14)               | Mertert                                  |                      |
| (J15)               | Wasserbillig                             |                      |
| /                   | Wasserbillig services                    |                      |
| Německo             | Státní hranice s Německem                | Dálnice A64          |